# Pseudosedum
Pseudosedum es un género con catorce especies de plantas con flores perteneciente a la familia Crassulaceae. 

## Especies seleccionadas[1]
- Pseudosedum acutisepalum
- Pseudosedum affine
- Pseudosedum bucharicum
- Pseudosedum campanuliflorum
- Pseudosedum condensatum
- Pseudosedum fedtschenkoanum
- Pseudosedum ferganense
- Pseudosedum kamelinii
- Pseudosedum karatavicum
- Pseudosedum koelzii
- Pseudosedum kuramense
- Pseudosedum lievenii
- Pseudosedum longidentatum
- Pseudosedum multicaule